# Government Issue
A Government Issue (jelentése: kormánytulajdon, rövidítve G.I.) amerikai, kilenc évig működött hardcore punk zenekar volt. Tagjai John Stabb (2016-ban elhunyt), Marc Alberstadt, John Barry, Brian Gay, Brian Baker, Tom Lyle, Mitch Parker, Rob Moss, Mike Fellows, John Leonard, Steve Hansgen, Sean Saley, J. Robbins, Peter Moffett, Karl Hill, S. Dwayne Burner és Evan Tanner voltak. Az évek során heavy metal és pszichedelikus rock elemek is megjelentek a zenéjükben.

## Története
1980-ban alakultak meg Washingtonban. Pályafutásuk elején még The Stab volt a nevük. John Stabb és Marc Alberstadt alapították. Hozzájuk csatlakozott John Barry és Brian Gay. Ezután Government Issue-ra változtatták a nevüket. Először egy zenei klubban léptek fel, The Substitutes néven, mert Alberstadt beteg volt és nem tudott játszani, ezért vendégzenészek szálltak be a zenekarba. 
1981-ben jelentették meg bemutatkozó középlemezüket, a Dischord Records kiadónál. Ugyanebben az évben Tom Lyle is beszállt a zenekarba. 1982-ben megjelent a második középlemezük is. Mitch Parker 1983-ban csatlakozott a Government Issue-hoz, és ebben az évben jelentették meg legelső nagylemezüket. Az 1984-es év újdonságai Rob Moss és Mike Fellows, és a második nagylemez voltak. Rob Moss azonban nem sokáig maradt az együttesben. 1985-ben két stúdióalbumot is piacra dobtak. 1986-ban piacra került a zenekar ötödik stúdióalbuma is. John Leonard és Marc Alberstadt ebben az évben kilépett a zenekarból. Helyükre Steve Hansgen került a Minor Threatből, valamint Sean Saley. A lemez hangzása ebben az esetben jobban hasonlított a The Damned hangzására, amelyet a rajongók nem néztek túl jó szemmel. 1987-ben egy újabb stúdióalbum is kikerült a házuk tájáról. Saley és Hansgen szintén elhagyták a Government Issue-t, helyükre J. Robbins és Peter Moffett kerültek. A GI utolsó nagylemeze 1988-ban került a boltok polcaira, 1989-ben pedig feloszlott a zenekar. A feloszlás után a tagok új együtteseket alapítottak, vagy más zenei társulatokba mentek át. 2007-ben John Stabbet megtámadták az otthona közelében, és ezért kórházba került. Tiszteletére a tagok adtak neki egy koncertet, Government Re-Issue néven. 2010-ben tartottak még egy búcsúkoncertet, és ezzel az együttes története véglegesen lezárult. Stabb 2016-ban gyomorrákban elhunyt.

## Diszkográfia
- Boycott Stabb (1983)
- Joyride (1984)
- Give Us Stabb or Give Us Death (1985)
- The Fun Just Never Ends (1985)
- Government Issue (1986)
- You (1987)
- Crash (1988)